# Iris qinghainica
Iris qinghainica är en irisväxtart som beskrevs av Yu Tang Zhao. Iris qinghainica ingår i släktet irisar, och familjen irisväxter. Inga underarter finns listade i Catalogue of Life.